# Seoul International Marathon

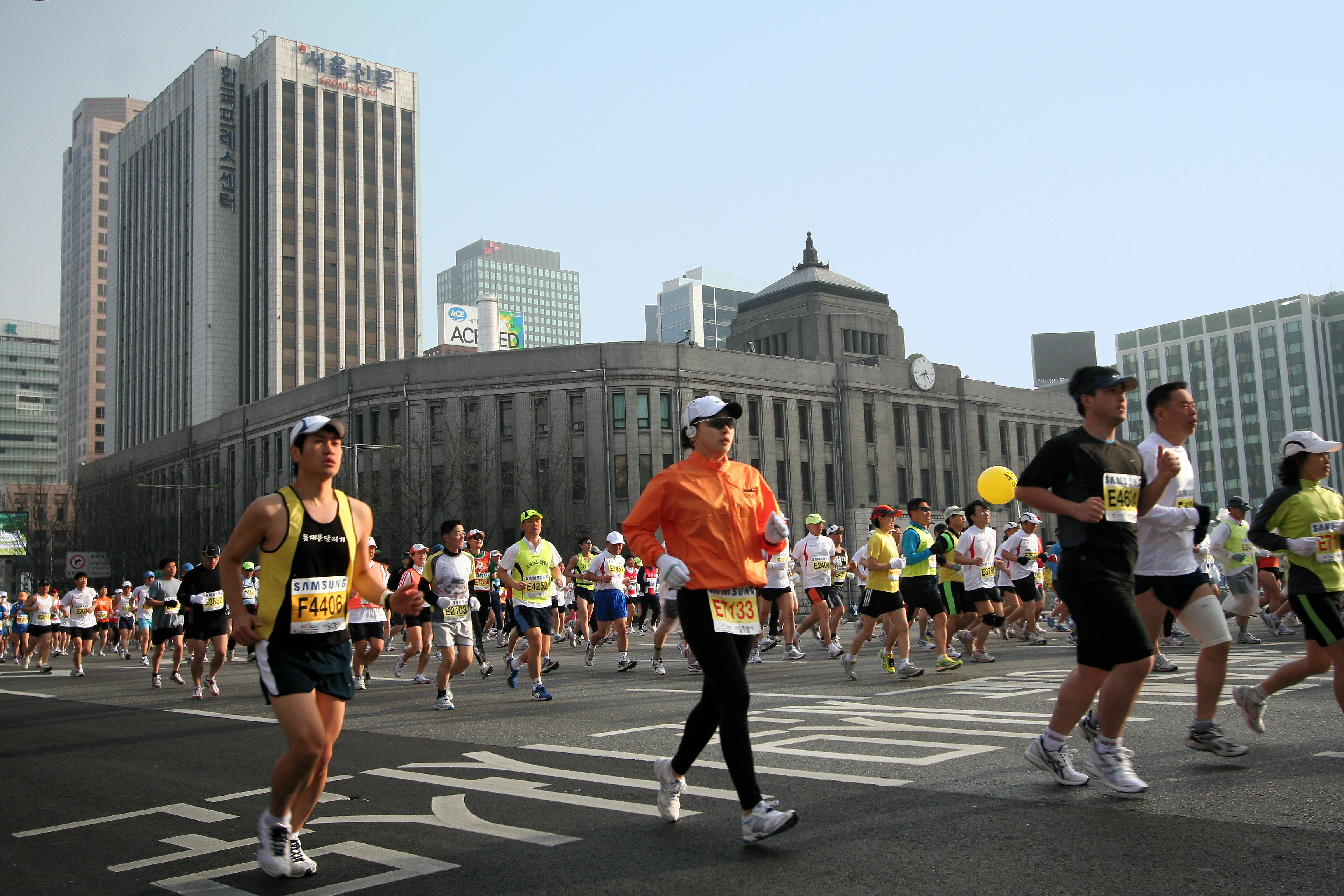
Seoul-Marathon 2008

Der Seoul International Marathon (koreanisch 서울국제마라톤대회), auch Seoul Marathon oder nach dem Veranstalter der Zeitung Dong-a Ilbo Dong-A Seoul International Marathon genannt, ist ein Marathon in der südkoreanischen Metropole Seoul, der seit 1931 stattfindet und seit 1964 über die klassische Distanz von 42,195 km führt. Die Veranstaltung findet jeweils im Monat März statt.

## Geschichte
1931 wurde der Lauf in Keijō von der Zeitung Tōa Nippō, wie sie bis zur Umbenennung 1945 hieß, ins Leben gerufen. 14 Teilnehmer starteten über die Strecke von 50 Ri (23,3 km). 1933 wurde wegen Straßenbauarbeiten die Strecke einmalig auf 15 Meilen (24,1 km) verlängert. In diesem Jahr siegte Sohn Kee-chung, der im Vorjahr Zweiter geworden war.
Nachdem Sohn, gezwungenermaßen unter dem japanischen Namen Son Kitei startend, beim Marathon der Olympischen Spiele 1936 Gold geholt hatte, retuschierte Dōa Nippō die japanische Flagge vom Foto des Olympiasiegers. Die japanische Provinzregierung verhängte daraufhin ein zeitweiliges Verbot über die Zeitung, so dass der Lauf 1937 ausfiel. 1938 wurde er wieder fortgesetzt, mit einer Streckenlänge von ca. 25 km. Zwischen 1941 und 1953 fand er kriegsbedingt nicht statt. 1964 wurde der Kurs auf die Marathondistanz verlängert.
Seit den 70er Jahren engagierten sich japanische Läufer bei dem Lauf. 1982, nachdem Seoul den Zuschlag für die Olympischen Sommerspiele erhalten hatte, kamen erstmals Läufer aus nicht-asiatischen Ländern. In den folgenden Jahren fanden nun gesonderte vorolympische internationale Marathons statt, bei denen folgende Athleten siegten:
- 24. April 1983: Tommy Persson (SWE), 2:16:01; Magda Ilands (BEL), 2:40:55
- 30. September 1984: Kjell-Erik Ståhl (SWE), 2:13:57; Birgit Lennartz (FRG), 2:40:46
- 15. September 1985: Takeyuki Nakayama (JPN), 2:10:09; Solweig Harryson (SWE), 2:41:53
- 28. September 1986: Takeyuki Nakayama (JPN), 2:08:21; Eriko Asai (JPN), 2:41:03 (Teil der Asienspiele 1986)

Als Generalprobe für die Olympischen Spiele wurde am 11. und 12. April 1987 der IAAF-Weltcup-Marathon in Seoul ausgetragen. Ahmed Salah aus Dschibuti siegte bei den Männern in 2:10:55, während sich bei den Frauen die für die Sowjetunion startende Kasachin Soja Iwanowa in 2:30:39 durchsetzte.
1992 wurde der Marathon nach Chuncheon verlegt, und von 1993 bis 1999 fand er in Gyeongju statt. 2000 wurde er in die Hauptstadt zurückgeholt, während der Gyeongju-Marathon als im Herbst stattfindendes Rennen für die Masters-Kategorie ins Leben gerufen wurde. 2007 wurde dieser Lauf durch die Teilnahme von Eliteläufern zum Gyeongju International Marathon aufgewertet.
Seit 2002 hat der Seoul International Marathon mit dem JoongAng Seoul Marathon, den die Zeitung JoongAng Ilbo im November ausrichtet, eine innerstädtische Konkurrenz.

## Strecke
Der Start ist im Zentrum Seouls auf der Prachtstraße Sejongno vor der Statue von Yi Sun-sin. Der erste Teil der Strecke führt zunächst am Sungnyemun, dann an beiden Ufern des renaturierten Flusses Cheonggyecheon vorbei; danach wendet sich die Strecke nach Osten in die Bezirke Dongdaemun und Seongdong-gu. Bei km 35 wird der Han-Fluss in Richtung Süden überquert. Ziel ist das Olympiastadion.

## Statistik

### Streckenrekorde
- Männer: 2:04:43 h, Mosinet Geremew (ETH), 2022
- Frauen: 2:18:04 h, Joan Chelimo Melly (ROM), 2022

Damit rangiert der Seoul International Marathon, mit 4:22:47 h, auf der Liste der schnellsten Marathonveranstaltungen (ermittelt durch Addition der Streckenrekorde) auf Platz 12 weltweit.

### Siegerliste Marathon
Quellen: Website des Veranstalters, ARRS und AIMS
| Datum                    | Männer                   | Nation     | Zeit      | Frauen               | Nation              | Zeit    |
| ------------------------ | ------------------------ | ---------- | --------- | -------------------- | ------------------- | ------- |
| 17. März 2024 [veraltet] | Jemal Yimer              | Äthiopien  | 2:06:08   | Fikrte Wereta        | Äthiopien           | 2:21:32 |
| 19. März 2023            | Amedework Walelegn       | Äthiopien  | 2:05:27   | Jeong Da-eun         | Südkorea            | 2:28:32 |
| 17. Apr. 2022            | Mosinet Geremew          | Äthiopien  | 2:04:43   | Joan Chelimo Melly   | Rumänien            | 2:18:04 |
| 17. März 2019            | Thomas Kiplagat Rono     | Kenia      | 2:06:00   | Desi Jisa Mokonin    | Bahrain             | 2:23:45 |
| 18. März 2018            | Wilson Loyanae Erupe -4- | Kenia      | 2:06:57   | Damte Hiru           | Äthiopien           | 2:24:08 |
| 19. März 2017            | Amos Kipruto             | Kenia      | 2:05:54   | Margaret Agai        | Kenia               | 2:25:52 |
| 20. März 2016            | Wilson Loyanae Erupe -3- | Kenia      | 2:05:13   | Rose Chelimo         | Kenia               | 2:24:14 |
| 15. März 2015            | Wilson Loyanae Erupe -2- | Kenia      | 2:06:11   | Guteni Shone         | Äthiopien           | 2:26:22 |
| 16. März 2014            | Yacob Jarso              | Äthiopien  | 2:06:17   | Helah Kiprop         | Kenia               | 2:27:29 |
| 17. März 2013            | Franklin Chepkwony       | Kenia      | 2:06:59   | Flomena Chepchirchir | Kenia               | 2:25:43 |
| 18. März 2012            | Wilson Loyanae Erupe     | Kenia      | 2:05:37   | Feyse Tadese         | Äthiopien           | 2:23:26 |
| 20. März 2011            | Abderrahim Goumri        | Marokko    | 2:09:11   | Robe Guta -2-        | Äthiopien           | 2:26:51 |
| 21. März 2010            | Sylvester Kimeli Teimet  | Kenia      | 2:06:49   | Amane Gobena         | Äthiopien           | 2:24:13 |
| 15. März 2009            | Moses Kimeli Arusei      | Kenia      | 2:07:54   | Robe Guta            | Äthiopien           | 2:25:37 |
| 16. März 2008            | Sammy Korir              | Kenia      | 2:07:32   | Zhang Shujing -2-    | Volksrepublik China | 2:26:11 |
| 18. März 2007            | Lee Bong-ju -2-          | Südkorea   | 2:08:04   | Wei Yanan -2-        | Volksrepublik China | 2:23:12 |
| 12. März 2006            | Gert Thys -3-            | Südafrika  | 2:10:40   | Zhou Chunxiu -2-     | Volksrepublik China | 2:19:51 |
| 13. März 2005            | William Kipsang          | Kenia      | 2:08:53   | Zhou Chunxiu         | Volksrepublik China | 2:23:24 |
| 14. März 2004            | Gert Thys -2-            | Südafrika  | 2:07:06   | Lee Eun-jung         | Südkorea            | 2:26:17 |
| 16. März 2003            | Gert Thys                | Südafrika  | 2:08:42   | Zhang Shujing        | Volksrepublik China | 2:23:18 |
| 17. März 2002            | Atsushi Fujita           | Japan      | 2:11:22   | Wei Yanan            | Volksrepublik China | 2:25:06 |
| 18. März 2001            | Josiah Bembe             | Südafrika  | 2:11:49   | Yun Sun-suk          | Südkorea            | 2:32:09 |
| 19. März 2000            | Chung Nam-kyun           | Südkorea   | 2:11:29   | Park Ko-eun          | Südkorea            | 2:33:06 |
| 21. März 1999            | Hyung Jae-young          | Südkorea   | 2:11:34   | Oh Jung-hee          | Südkorea            | 2:35:11 |
| 29. März 1998            | Kim Yi-yong              | Südkorea   | 2:12:24   | Oh Mi-ja -2-         | Südkorea            | 2:37:16 |
| 16. März 1997            | Abel Antón               | Spanien    | 2:12:37   | Bang Sun-hee         | Südkorea            | 2:43:40 |
| 24. März 1996            | Martín Fiz               | Spanien    | 2:08:25   | Oh Mi-ja             | Südkorea            | 2:30:09 |
| 19. März 1995            | Lee Bong-ju              | Südkorea   | 2:10:58   | Lee Mi-kyung -2-     | Südkorea            | 2:38:08 |
| 20. März 1994            | Manuel Matias            | Portugal   | 2:08:33   | Lee Mi-kyung         | Südkorea            | 2:35:44 |
| 21. März 1993            | Kim Wan-ki -2-           | Südkorea   | 2:09:25   | Chung Young-im       | Südkorea            | 2:45:52 |
| 22. März 1992            | Kim Jae-ryong -2-        | Südkorea   | 2:09:30   | Lee Mi-ok -5-        | Südkorea            | 2:36:44 |
| 17. März 1991            | Kim Jae-ryong            | Südkorea   | 2:12:34   | Lee Mi-ok -4-        | Südkorea            | 2:41:43 |
| 18. März 1990            | Kim Wan-ki               | Südkorea   | 2:11:34   | Lee Mi-ok -3-        | Südkorea            | 2:37:15 |
| März 1989                | Im Jung-tae              | Südkorea   | 2:15:18   | Lee Mi-ok -2-        | Südkorea            | 2:39:27 |
| 20. März 1988            | Kim Won-tak              | Südkorea   | 2:12:41   | Lee Mi-ok            | Südkorea            | 2:33:14 |
| 15. März 1987            | Lee Jong-hee             | Südkorea   | 2:12:21   | Ahn Young-ok         | Südkorea            | 2:41:50 |
| 16. März 1986            | Yoo Jae-sung -2-         | Südkorea   | 2:14:06   | Kim Mi-kyung         | Südkorea            | 2:40:41 |
| 17. März 1985            | Yoo Jae-sung             | Südkorea   | 2:15:48   | Im Eun-joo -3-       | Südkorea            | 2:45:06 |
| 18. März 1984            | Lee Hong-yul -2-         | Südkorea   | 2:14:59   | Im Eun-joo -2-       | Südkorea            | 2:39:48 |
| 20. März 1983            | Chae Hong-nak            | Südkorea   | 2:16:33   | Im Eun-joo           | Südkorea            | 2:48:13 |
| 28. März 1982            | Lawrie Whitty            | Australien | 2:14:34   | Allison Roe          | Neuseeland          | 2:43:12 |
| März 1981                | Lee Hong-yul             | Südkorea   | 2:21:23,4 | ---                  | ---                 | ---     |
| 23. März 1980            | Susumu Sato              | Japan      | 2:16:46   | ---                  | ---                 | ---     |
| 18. März 1979            | Makoto Matsuzaki         | Japan      | 2:17:18   | ---                  | ---                 | ---     |
| 19. März 1978            | Park Won-keun -2-        | Südkorea   | 2:19:15,8 | ---                  | ---                 | ---     |
| 20. März 1977            | Toyoichi Masuda          | Japan      | 2:18:40   | ---                  | ---                 | ---     |
| 21. März 1976            | Park Won-keun            | Südkorea   | 2:18:20   | ---                  | ---                 | ---     |
| März 1975                | Moon Heung-ju -2-        | Südkorea   | 2:21:09,6 | ---                  | ---                 | ---     |
| 24. März 1974            | Moon Heung-ju            | Südkorea   | 2:16:15   | ---                  | ---                 | ---     |
| 25. März 1973            | Kim Cha-wan -3-          | Südkorea   | 2:17:01   | ---                  | ---                 | ---     |
| 24. März 1972            | Kim Cha-wan -2-          | Südkorea   | 2:19:34,4 | ---                  | ---                 | ---     |
| 21. März 1971            | Cho Je-hyung             | Südkorea   | 2:19:15,8 | ---                  | ---                 | ---     |
| 22. März 1970            | Kim Cha-wan              | Südkorea   | 2:17:34,4 | ---                  | ---                 | ---     |
| März 1969                | Song Keum-yong           | Südkorea   | 2:20:28   | ---                  | ---                 | ---     |
| 15. März 1968            | Kim Bong-nae -2-         | Südkorea   | 2:19:42,9 | ---                  | ---                 | ---     |
| 12. März 1967            | Yu Myung-jong            | Südkorea   | 2:19:44   | ---                  | ---                 | ---     |
| 13. März 1966            | Kim Bong-nae             | Südkorea   | 2:19:07   | ---                  | ---                 | ---     |
| 7. März 1965             | Lee Myung-jung           | Südkorea   | 2:21:21,6 | ---                  | ---                 | ---     |
| 29. Apr. 1964            | Lee Chang-hoon           | Südkorea   | 2:27:13,8 | ---                  | ---                 | ---     |